# Gorazd, karantanski knez
Gorazd (lat. Cacatius; †751.), prvi kršćanski karantanski knez (749. – 751.) te sin i nasljednik posljednjeg samostalnog karantanskog kneza Boruta (†oko 749.). Bio je u mladosti poslan u Bavarsku kao taoc, zajedno s bratićem Hotimirom, kao garancija da će njegov otac ispuniti svoje vazalske obaveze prema prema bavarskom vojvodi. Ondje je primio kršćansku vjeru i obrazovanje te je nakon očeve smrti naslijedio prijestolje.
Za vrijeme Gorazdove vladavine nastavljeno je širenje kršćanstva među Karantancima u prilog čemu svjedoči i izgradnja prve kršćanske crkve koja je bila podignuta oko 750. godine u Krnskom gradu. Nastavio je i uvođenje feudalnog sustava u Karantaniji, što je bio započeo još njegov otac Borut. Poslije smrti naslijedio ga je bratić Hotimir.